# Radio MIL
 (décembre 2009).
Si vous disposez d'ouvrages ou d'articles de référence ou si vous connaissez des sites web de qualité traitant du thème abordé ici, merci de compléter l'article en donnant les références utiles à sa vérifiabilité et en les liant à la section « Notes et références ».
Radio M.I.L. était une radio française du sud du Massif central, de Saint-Germain Du Teil en Lozère.

## Historique
M.I.L. pour Musique Information Loisirs émettait sur 102.0 FM puis sur 101.7 F.M à Saint-Germain-du-Teil en Lozère (de 1981 à 1991. De 1992 à environ 2000, émissions uniquement le week-end et certains jours fériés). En 1984, Radio MIL émettait avec une puissance de 200 watts PAR (d'après le journal officiel du 4 octobre 1984).